# Lysiloma standleyana
Lysiloma standleyana är en ärtväxtart som beskrevs av Nathaniel Lord Britton och Joseph Nelson Rose. Lysiloma standleyana ingår i släktet Lysiloma och familjen ärtväxter. Inga underarter finns listade i Catalogue of Life.